# Cymatura nigra
Cymatura nigra es una especie de escarabajo longicornio del género Cymatura, tribu Xylorhizini, subfamilia Lamiinae. Fue descrita científicamente por Franz en 1954.
La especie se mantiene activa durante el mes de marzo.

## Descripción
Mide 23-35 milímetros de longitud.

## Distribución
Se distribuye por Burundi, República Democrática del Congo, Ruanda y Tanzania.